# Lancelot Ware
Lancelot Ware  (5 de junio de 1915 — 15 de agosto de 2000) fue un matemático, bioquímico y jurista británico y cofundador de Mensa.
Hijo de Eleanor Emslie y Frederick Ware. Estudió en la Escuela Imperial de Londres Fue miembro del  Partido Conservador. Contrajo matrimonio con Joan Francesca Gómez.
Galardonado como Oficial de la Orden del Imperio Británico en 1983.